# Oliver Burke
Oliver Jasen Burke (ur. 7 kwietnia 1997 w Kirkcaldy) – szkocki piłkarz występujący na pozycji pomocnika, były reprezentant Szkocji. Wychowanek Mowbray Rangers, w trakcie swojej kariery grał także w takich zespołach, jak Nottingham Forest, Bradford City, RB Leipzig, West Bromwich Albion, Celtic, Alavés, Sheffield United oraz Millwall.